# Christelle Ribault
Pour les articles homonymes, voir Ribault.
Christelle Ribault née le 23 mars 1978 à Ermont, est une coureuse cycliste française.

## Biographie
Elle débute le vélo à l'âge de 7 ans au club de Sannois malgré une forte épilepsie, puis elle se dirige vers le cyclisme sur piste au club de Villeneuve-la-Garenne sous la direction de Gérard Van den Abèle. Elle se classe troisième d'un championnat national élite sur 500 mètres alors qu'elle n'est encore que junior, seulement devancée par Félicia Ballanger et Magali Humbert-Faure. De 1997 à 1999, elle passe alors deux ans au Pôle France de Hyères, entraînée par le triple champion olympique Daniel Morelon.
En février 2016, elle se retrouve paralysée de la jambe gauche par une sciatique mal diagnostiquée provoquée par une hernie discale et malgré quatre mois dans un centre de rééducation, elle ne retrouve pas l'usage de cette jambe,. Elle concourt par la suite en cyclisme handisport en catégorie C2. Bien que paralysée de la jambe gauche, elle n'est pas amputée et conserve donc deux manivelles quand elle court.

## Palmarès sur piste

### Championnats nationaux
- 1996
  -  Championne de France de vitesse juniors
  - 3e du 500 mètres
- 1997
  - 3e  de vitesse
- 1998
  - 3e du 500 mètres
  - 3e de vitesse
- 1999
  - 3e du 500 mètres
  - 3e de vitesse